# Aprocitentan
| Pharmakologische Daten  | Pharmakologische Daten                                                   |
| ----------------------- | ------------------------------------------------------------------------ |
| Verabreichungsweg       | Oral (Einnahme)                                                          |
| Plasmaeiweißbindung     | > 99 %                                                                   |
| Maximaler Plasmaspiegel | nach 4–5 Stunden                                                         |
| Halbwertzeit            | ~ 41 Stunden                                                             |
| Metabolisierung         | Glucuronidierung über UGT1A1 und UGT2B7 und nicht-enzymatische Hydrolyse |
| Ausscheidung            | Urin: 52 %, Fäzes: 25 %                                                  |

Aprocitentan ist ein Arzneistoff aus der Gruppe der Blutdrucksenker (Antihypertonika). Er wurde 2024 unter den Namen Tryvio (USA) bzw. Jeraygo (EU) zur Behandlung von therapieresistentem Bluthochdruck zugelassen. Die Anwendung erfolgt oral (Einnahme).

## Chemisch-physikalische Eigenschaften
Aprocitentan ist ein weißes bis fast weißes Pulver, das in Wasser unlöslich ist.

## Wirkungsmechanismus
Aprocitentan ist ein Wirkstoff aus der Gruppe der dualen Endothelin-Rezeptorantagonisten (ERA) und der aktive Metabolit des Arzneistoffs Macitentan. Er hemmt die Bindung von Endothelin(ET)-1 an ETA- und ETB-Rezeptoren. Dadurch werden die durch diese Rezeptoren vermittelten Wirkungen wie Vasokonstriktion, Fibrose, Zellproliferation und Entzündungsreaktionen unterdrückt.

## Medizinische Verwendung

### Anwendungsgebiet
Aprocitentan ist angezeigt zur Behandlung von Erwachsenen mit therapieresistenter Hypertonie (d. h. eines Bluthochdrucks, der mit anderen Arzneimitteln nicht ausreichend kontrolliert werden kann), in Kombination mit weiteren (mindestens drei) blutdrucksenkenden Arzneistoffen unterschiedlicher Wirkstoffklassen.
Aprocitentan ist der erste Vertreter (first in class) der Klasse der ERA zur Behandlung der systemischen arteriellen Hypertonie. Dagegen werden die beiden ERA-Vertreter Bosentan und Macitentan zur Behandlung der pulmonal-arteriellen Hypertonie (erhöhter Blutdruck im Lungenkreislauf, „Lungenhochdruck“) angewendet.

### Klinische Prüfung
Basis der Zulassungen waren die Ergebnisse der randomisierten, kontrollierten Phase-3-Studie PRECISION. Aprocitentan senkte den Blutdruck in der vierten Woche stärker als Placebo mit einer anhaltenden Wirkung bis zur 40. Woche.

### Nebenwirkungen und Anwendungsbeschränkungen
Die am häufigsten beobachteten unerwünschten Wirkungen von Aprocitentan waren Flüssigkeitsretention, periphere Ödeme und vermindertes Hämoglobin. Aprocitentan darf nicht bei schwerer Leberfunktionsstörung eingesetzt werden. Da in Tierstudien eine schädigende Wirkung auf Embryos bzw. Feten festgestellt wurde, ist Aprocitentan zudem in der Schwangerschaft und bei Frauen im gebärfähigen Alter, die nicht verhüten, kontraindiziert.

### Zulassung
Die Zulassung erfolgte im März 2024 unter dem Präparatenamen Tryvio in den USA und im Juni 2024 unter dem Namen Jeraygo (Hersteller: Idorsia Pharmaceuticals) in der EU.